# Булинац
Булинац је насељено место у општини Нова Рача, Бјеловарско-билогорска жупанија, Република Хрватска.

## Историја
Булинац је 1905. године у политичком погледу био у саставу политичке општине Северин, а у црквеном погледу, у црквеној општини Беденик. Пошта се налазила у Северину, а брзојав у Беловару. Православни верници су ишли као и школска деца у Беденик, где су тада били православна црква и комунална школа.
До нове територијалне организације у Хрватској место је припадало бившој великој општини Бјеловар.

## Становништво
На попису становништва 2011. године, Булинац је имао 358 становника.

## Попис 1991.
На попису становништва 1991. године, насељено место Булинац је имало 407 становника, следећег националног састава:
| Попис 1991.‍  | Попис 1991.‍  | Попис 1991.‍ | Попис 1991.‍ | Попис 1991.‍ |
| ------------ | ------------ | ----------- | ----------- | ----------- |
|              |              |             |             |             |
| Хрвати       | Хрвати       |             | 306         | 75,18%      |
| Мађари       | Мађари       |             | 29          | 7,12%       |
| Албанци      | Албанци      |             | 16          | 3,93%       |
| Југословени  | Југословени  |             | 16          | 3,93%       |
| Срби         | Срби         |             | 15          | 3,68%       |
| Чеси         | Чеси         |             | 15          | 3,68%       |
| Словенци     | Словенци     |             | 2           | 0,49%       |
| неопредељени | неопредељени |             | 3           | 0,73%       |
| непознато    | непознато    |             | 5           | 1,22%       |
| укупно: 407  |              |             |             |             |